# Muling
Muling är en stad på häradsnivå som lyder under Mudanjiangs stad på prefekturnivå i Heilongjiang-provinsen i nordöstra Kina. Den ligger omkring 330 kilometer öster om provinshuvudstaden Harbin.